# Baanici
Baanici - nazwa paulicjan będących zwolennikami Baanesa. Pod koniec VIII w. po śmierci Zachariasza, Baanes, został przywódcą Kościoła paulicjańskiego. W roku 801 na czoło paulicjan wysunął się herezjarcha Sergiusz. Wtedy to paulicjanie podzielili się na b. i zwolenników Sergiusza. Oba nurty głosiły dualizm i doketyzm, przy czym zwolennicy Sergiusza mieli jakoby odznaczać się większym rygoryzmem moralnym.